# بخش هاپول (شهرستان لیکینگ، اوهایو)
بخش هاپول (به انگلیسی: Hopewell Township) یک منطقهٔ مسکونی در ایالات متحده آمریکا است که در شهرستان لیکینگ، اوهایو واقع شده‌است.
 بخش هاپول ۶۵٫۲۷ کیلومتر مربع مساحت و ۱٬۳۸۱ نفر جمعیت دارد و ۳۴۵ متر بالاتر از سطح دریا واقع شده‌است.